# Нидерхаймбах
Нидерхаймбах (нем. Niederheimbach) — община в Германии, в земле Рейнланд-Пфальц. 
Входит в состав района Майнц-Бинген. Подчиняется управлению Райн-Наэ.  Население составляет 765 человек (на 31 декабря 2010 года). Занимает площадь 7,38 км².